# فرودگاه آبی پری ساند/دربی شایر آیلند
فرودگاه آبی پری ساند/دربی شایر آیلند (به انگلیسی: Parry Sound/Derbyshire Island Water Aerodrome) یک فرودگاه خصوصی است که یک باند فرود آب دارد. این فرودگاه در کشور کانادا قرار دارد و در ارتفاع ۱۷۷ متری از سطح دریا واقع شده است.